# Ornithodesmus
Ornithodesmus (лат.) — род динозавров-тероподов из семейства дромеозаврид, живших в меловом периоде (140,2—136,4 млн лет назад) в Европе. Окаменелости теропода были найдены на острове Уайт в Англии. Впервые описан палеонтологом Гарри Сили (Seeley) в 1887 году. Представлен одним видом — Ornithodesmus cluniculus.
Ornithodesmus cluniculus был описан по крестцу и первоначально считался птерозавром. В 1901 году был описан птерозавр Ornithodesmus latidens, который, как считалось, принадлежит к тому же роду. В 1993 году было обнаружено, что крестец в действительности принадлежал тероподу, в связи с чем для второго вида, несомненно относящегося к птерозаврам, выделили новый род Istiodactylus, и вид получил название Istiodactylus latidens.
Как известно только из изолированных позвонков, мало что известно о появлении орнитодесма. Нервные шипы позвонков слиты и образуют лезвие над крестцом длиной 9,6 сантиметра, слегка выпуклое. Основания нервных шипов образуют боковую платформу, и первые два позвонка последовательности имеют глубокие полые полости, которые образовывали пространство для воздушных мешков.
Исходя из очевидной идентичности дромеозавра, он, вероятно, был плотоядным, и его длина, вероятно, составляла около 1,8 метра (5,9 фута). Зубы дромеозавров, вероятно принадлежащие к велоцирапторину, известны из той же формации, но они слишком велики, чтобы принадлежать к орнитодесму; скорее, они произошли от теропод, по размеру ближе к гигантскому Ютараптору.